# 卡罗尔顿 (俄亥俄州)
卡罗尔顿是美国俄亥俄州卡洛尔县的一个村，是卡洛尔县的县城。2010年人口普查时人口为3241人。
卡罗尔顿是坎顿-马西隆大都会统计区的一部分。

## 历史
该村在斯托本维尔到坎顿和新里斯本到新费城的道路的十字路口建立时由彼得·博哈特1815年10月4日命名为“森特维尔”。该村成为新建卡罗尔县的县城后，村名在1834年2月24日改变。村庄的名字来自卡罗尔顿的查尔斯·卡罗尔（Carrollton），《美国独立宣言》的最后一位幸存者。